# Zbyszko Piwoński
Zbyszko Feliks Piwoński (ur. 9 lipca 1929 w Stawiskach, zm. 2 sierpnia 2022 w Zielonej Górze) – polski polityk i nauczyciel, wojewoda zielonogórski w latach 1984–1990, senator III, IV i V kadencji.

## Życiorys
Syn Stanisława i Anny. Od dwunastego roku życia pracował jako robotnik w mleczarni w Ciechanowie. Zaocznie ukończył szkołę średnią, od osiemnastego roku życia był nauczycielem, początkowo w jednoklasowej szkole w Marszowie. Również zaocznie ukończył studia matematyczne w Wyższej Szkole Pedagogicznej w Opolu. Był kierownikiem kilku szkół w powiecie z siedzibą w Żarach, a od 1951 zastępcą dyrektora Liceum Ogólnokształcącego im. Stefana Banacha w Żaganiu. W 1954 został dyrektorem I Liceum Ogólnokształcącego im. Bolesława Krzywoustego w Głogowie. W latach 1969–1982 był kuratorem okręgu szkolnego w Zielonej Górze. Ukończył studia podyplomowe z organizacji i zarządzania oświatą.
W latach 1956–1990 był członkiem Polskiej Zjednoczonej Partii Robotniczej. Wchodził w skład egzekutywy Komitetu Wojewódzkiego PZPR w Zielonej Górze (1975–1983, 1985–1990). W 1982 objął stanowisko wicewojewody zielonogórskiego, w latach 1984–1990 pełnił funkcję wojewody. W 1990 przeszedł na emeryturę. Działał w organizacjach społecznych, m.in. Stowarzyszeniu Przyjaciół Filharmonii, Stowarzyszeniu „Uniwersytet Lubuski” i Wojewódzkiej Radzie Przyjaciół Harcerstwa, której był przewodniczącym.
Należał do Socjaldemokracji RP, w 1999 przystąpił do Sojuszu Lewicy Demokratycznej, zasiadał we władzach krajowych i regionalnych tej partii. W 1993 i 1997 z ramienia SLD uzyskiwał mandat senatora III i IV kadencji z województwa zielonogórskiego. W 2001 po raz trzeci został wybrany z okręgu lubuskiego. W Senacie był m.in. współtwórcą Parlamentarnego Koła Przyjaciół Harcerstwa oraz przewodniczącym Komisji Samorządu Terytorialnego i Administracji Państwowej. W 2005 nie ubiegał się o reelekcję.
Był żonaty, miał syna Andrzeja. Został pochowany na cmentarzu komunalnym w Zielonej Górze.

## Odznaczenia i wyróżnienia[4]
- Krzyż Oficerski Orderu Odrodzenia Polski
- Krzyż Kawalerski Orderu Odrodzenia Polski
- Złoty Krzyż Zasługi
- Srebrny Krzyż Zasługi (1955)[5]
- Medal 30-lecia Polski Ludowej
- Medal 40-lecia Polski Ludowej
- Złoty Medal „Za zasługi dla obronności kraju”
- Srebrny Medal „Za zasługi dla obronności kraju”
- Brązowy Medal „Za zasługi dla obronności kraju”
- Medal Komisji Edukacji Narodowej
- Odznaka tytułu honorowego „Zasłużony Nauczyciel Polskiej Rzeczypospolitej Ludowej”
- Odznaka „Zasłużony Działacz Kultury”
- Odznaka honorowa „Zasłużony Pracownik Państwowy”
- Odznaka „Zasłużony Działacz Kultury Fizycznej”
- Złoty Krzyż „Za Zasługi dla ZHP”
- Tytuł honorowego obywatela Zielonej Góry[1]